# Nov Dojran
Nov Dojran (makedonsky: Нов Дојран) je vesnice v Severní Makedonii. Nachází se v opštině Dojran v Jihovýchodním regionu.

## Geografie
Nov Dojran leží u břehu Dojranského jezera, asi 2,5 km od centra opštiny Star Dojran, 18 km od města Valandovo,15 km od města Bogdanci a 25 km od Gevgelije.

## Demografie
Podle sčítání lidu z roku 2021 zde žije 997 obyvatel. Etnické skupiny jsou:
- Makedonci – 935
- Turci – 10
- ostatní – 42

| Rok          | 1948 | 1953 | 1961 | 1971 | 1981 | 1991 | 1994 | 2002 | 2021 |
| ------------ | ---- | ---- | ---- | ---- | ---- | ---- | ---- | ---- | ---- |
| Obyvatelstvo | 1083 | 941  | 1116 | 1033 | 1035 | 1173 | 1199 | 1100 | 997  |